# 清水河水库 (安陆)
清水河水库是中国湖北省孝感市安陆市境内的一座水库，位于府河支流清水河上游，建于1964年。水库正常库容为330万立方米，集雨面积为117.83平方千米，海拔为76.5米。